# Geerstraat (Kampen)
De Geerstraat is een winkelstraat in het centrum van de Nederlandse stad Kampen. De zijstraat van de Oudestraat vormt met die Oudestraat het belangrijkste winkelgebied van de stad. De Geerstraat begint aan de Oudestraat en eindigt aan de kruising van de Burgwal en Cellebroedersweg. In het verlengde van de Geerstraat en Cellebroedersweg ligt de Cellebroederspoort. De Geerstraat is circa 165 meter lang en heeft twee zijstraten; de Hofstraat en de Boven Nieuwstraat.
De Geerstraat en de Broederstraat in Kampen, waren beiden de belangrijkste uitvalsweg naar de stadsweiden. 
In 1329 werd de Geerstraat voor het eerst genoteerd als ‘Platea Gerhardi de A’. Het is aanemelijk dat de Geerstraat is ontstaan op het brede erf van Nicolaas van  A. die de zoon was van de belangrijke Kampenaar, Geert van de A. waarnaar de Geerstraat is genoemd. Aan de Geerstraat bevindt zich ook een Galerie ‘Platea’, genoemd naar ‘Platea Gerhardi de A.’
Aan de straat staan een aantal monumentale panden, te weten op de nummers 24, 31 en 34 alsook op de hoek Geerstraat en de Boven Nieuwstraat 27.
Botermarkt ·
Broederweg ·
Buiten Nieuwstraat ·
Burgwal ·
Burgwalstraat ·
Gasthuisstraat ·
Geerstraat ·
Groenestraat ·
Kerkstraat ·
Koornmarkt ·
Muntplein ·
Nieuwe Markt ·
Oude Raadhuisplein ·
Oudestraat ·
Plantage ·
Van Heutszplein ·
Vloeddijk ·
Voorstraat ·
IJsselkade